# 秀茂坪南邨
秀茂坪南邨（英語：Sau Mau Ping South Estate；簡稱：秀南）是香港房屋委員會轄下的公共屋邨之一，位於觀塘秀茂坪，為秀茂坪邨重建計劃第13、14及16期工程。屋邨由房屋署總建築師（3）負責設計，亦是本港最後一個採用標準型號設計的公共屋邨。本邨已於2009年7月至10月間入伙。

## 歷史
前身為秀茂坪邨第21至25座，於2003年拆卸。
初期擬重建為9幢1984年版本新十字型居屋大廈，其後又改為興建11幢康和一型第一款大廈，最後因1990年代尾樓市暴跌而改為興建出租公屋。
為了便於管理屋邨緣故，落成後此5幢大廈分拆成「秀茂坪南邨」，方便管理。

## 屋邨資料

### 設計
當建築師開始著手設計秀茂坪南邨的項目時，就注意屋邨的自然通風及採光，外牆以淺色為主調，可減低吸熱能力，以收節約能源之效。在4.9公頃的面積中，有1公頃（21,430平方米）是公共空間，屋苑中間為庭園式的綠化公園。公園地面種了1,300多棵新樹木，在有蓋行人通道上設天台綠化，以及加設一些攀架，讓爬牆虎類植物在攀架上伸延。屋邨入口通道旁，設立一座垂直式的風力發電系統、6支透過風能和太陽能發電的路燈。同時，基於環保原則，樓宇布局亦在最初的規劃基礎上略作更改。
秀南於2010年憑環保節能設計及多達43%綠化率，奪得2010年香港環保建築大獎的新建建築類別（香港區）大獎。

### 樓宇

#### 現時樓宇
| 樓宇名稱（座號） | 樓宇類型         | 落成年份 | 層數 | 每層伙數                  | 每座單位總數（伙） | 建築師              | 承建商           | 提供升降機的廠商 | 期數 |
| ---------------- | ---------------- | -------- | ---- | ------------------------- | ------------------ | ------------------- | ---------------- | ---------------- | ---- |
| 秀美樓（第1座）  | 新和諧一型第六款 | 2009年   | 40   | 20（其餘樓層） 19（19樓） | 799                | 房屋署總建築師（3） | 興勝建築有限公司 | 三菱             | 14   |
| 秀德樓（第2座）  | 新和諧一型第六款 | 2009年   | 40   | 20（其餘樓層） 19（19樓） | 799                | 房屋署總建築師（3） | 興勝建築有限公司 | 三菱             | 14   |
| 秀善樓（第3座）  | 新和諧一型第六款 | 2009年   | 40   | 20（其餘樓層） 19（19樓） | 799                | 房屋署總建築師（3） | 興勝建築有限公司 | 三菱             | 14   |
| 秀好樓（第4座）  | 新和諧一型第七款 | 2009年   | 40   | 20（其餘樓層） 19（19樓） | 799                | 房屋署總建築師（3） | 正宏工程有限公司 | 蒂森克虜伯       | 13   |
| 秀旺樓（第5座）  | 新和諧一型第七款 | 2009年   | 40   | 20（其餘樓層） 19（19樓） | 799                | 房屋署總建築師（3） | 正宏工程有限公司 | 蒂森克虜伯       | 13   |

第16期為一個露天劇場、一個羽毛球場及三個籃球場。

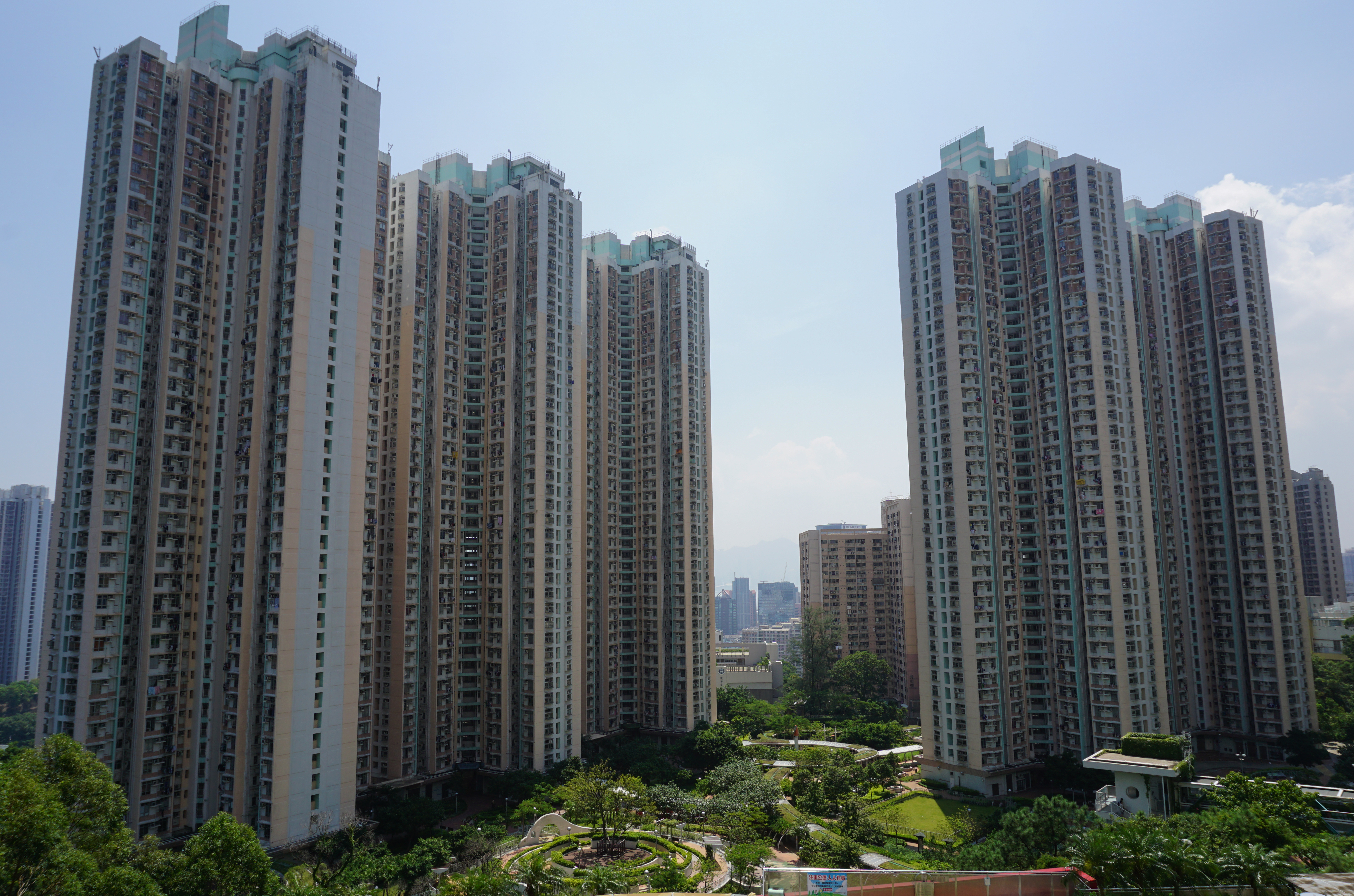
秀茂坪南邨北面
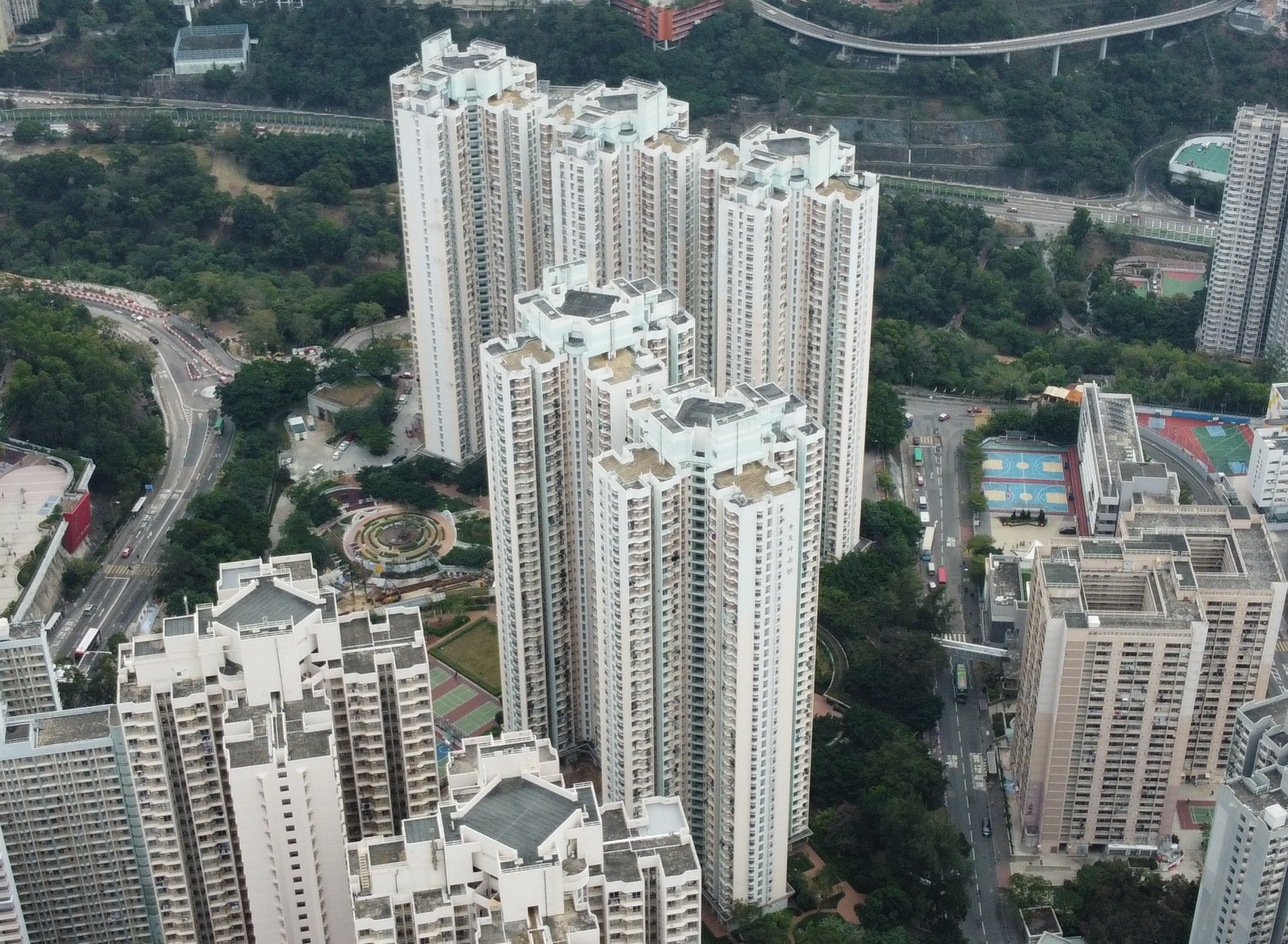
空中角度的秀茂坪南邨（2021年12月）
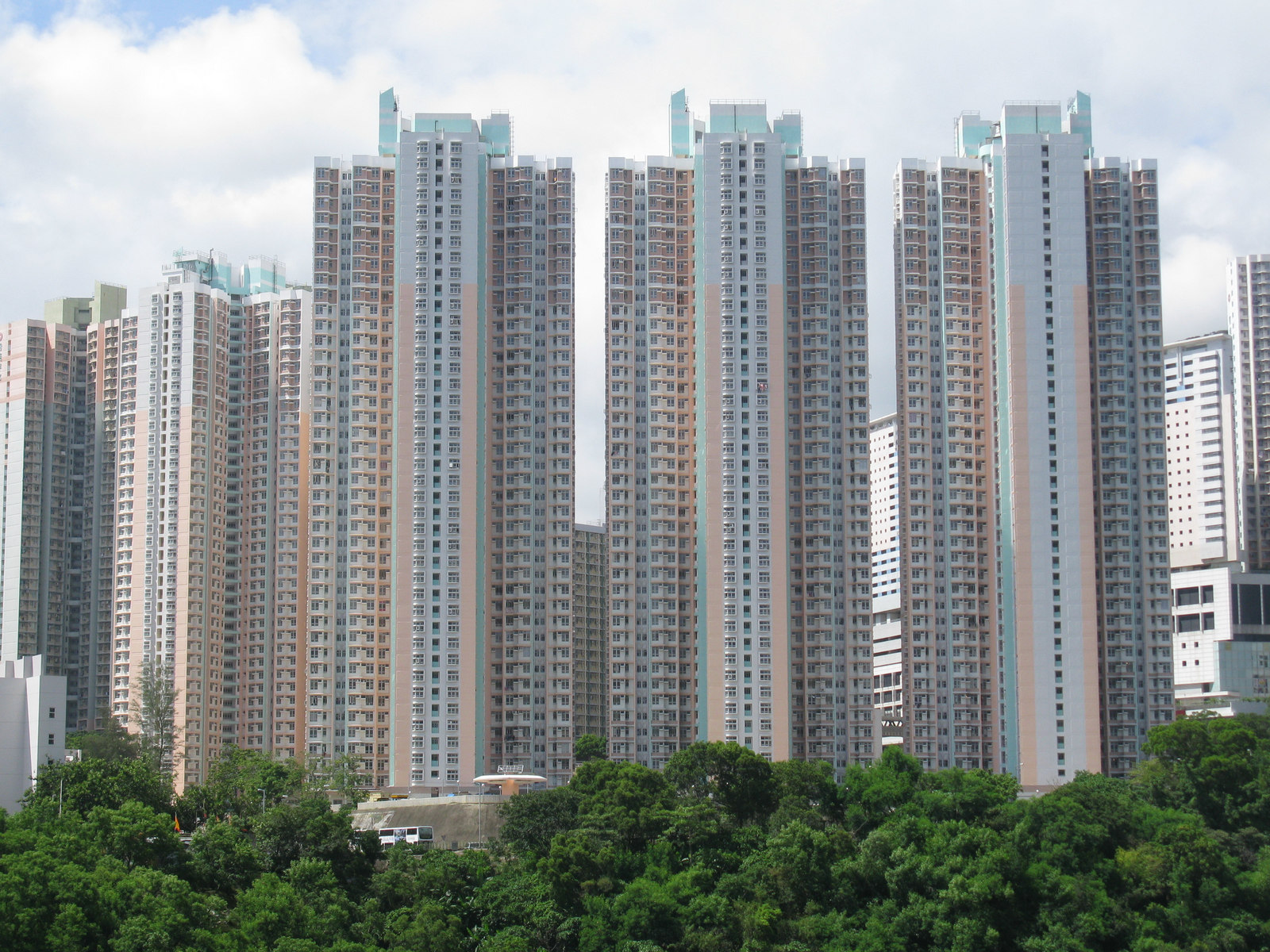
秀茂坪南邨南面
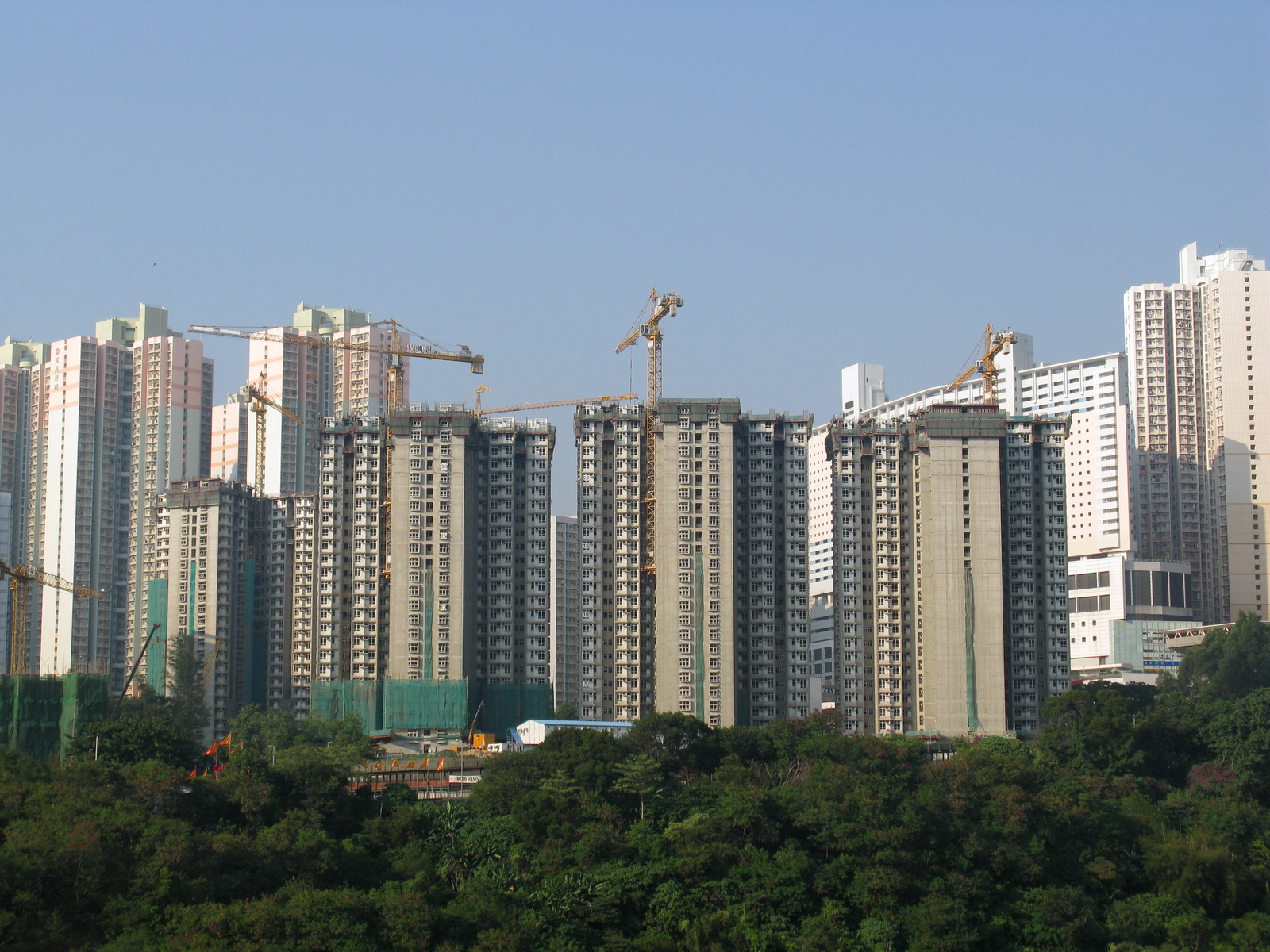
建築中的秀茂坪南邨（2007年11月）

#### 歷代樓宇
| 樓宇座號 | 樓宇類型 | 落成年份 | 拆卸年份 | 安置屋邨 |
| -------- | -------- | -------- | -------- | -------- |
| 第21座   | 第五型   | 1971年   | 2003年   | 寶達邨   |
| 第22座   | 第五型   | 1971年   | 2003年   | 寶達邨   |
| 第23座   | 第五型   | 1971年   | 2003年   | 寶達邨   |
| 第24座   | 第五型   | 1971年   | 2003年   | 寶達邨   |
| 第25座   | 第五型   | 1971年   | 2003年   | 寶達邨   |

## 邨內設施
- 邨內庭園式的綠化公園，綠化比例多達43%；圖為兒童遊樂場、有蓋行人通道及健體區
- 邨內公園通道
- 籃球及羽毛球場
- 涼亭、棋藝及吸煙區
- 卵石路步行徑
- 秀德樓設有一間OK便利店

- 觀塘區議會陳耀雄議員辦事處（位於秀德樓地下）
- 觀塘青年服務團秀茂坪青年及家庭服務中心   （位於秀美樓地下）
- 香港小童群益會賽馬會秀茂坪青少年綜合服務中心 （位於秀旺樓地下）
- OK便利店（位於秀德樓地下）
- 中國銀行（香港）自動櫃員機（位於秀茂坪南邨物業管理辦事處門口旁）

## 藝術裝置
秀南中央廣場草地擺放了20塊由中學生繪製的彩繪石頭作品；而屋邨入口掛有其獲得環保建築大獎的獎項和簡介，對出斜坡的護土牆，一直展示著由觀塘區議會出資設計繪畫的壁畫。
第一代壁畫為區議會於1990年頭漆上，主題為保護環境、團結友愛。風格和同時期的壁畫接近，一樣在下方寫有「觀塘區議會贊助」字眼。畫作大致以綠色為底，在右方畫有彩虹和高飛中的小鳥，並於下方寫上標語：「人類作先鋒環保是我責明日的地球齊齊來拯救」。壁畫在秀南興建期間被圍板圍封，至接近竣工時才重見天日。至2011年頭更換。
現今出現的壁畫為第二代，因原有壁畫嚴重褪色而更新，較第一代為短。內容是2010年和觀塘民政事務處合辦的壁畫設計比賽中，勝出的其中三幅畫作。主題環繞保護環境、節約能源和個人衛生。壁畫除了畫出優勝作品和標示贊助外，還列出了比賽名稱、參加者姓名及就讀學校。當中關於衛生的畫作和第一代同樣含有標語。
值得一提是，秀南入伙初期仍保留著舊建築群的指示牌和標記。此外，屋邨每幢樓宇入口的門牌樣式亦曾經更改。